# Mniadelphus freycinetii
Mniadelphus freycinetii là một loài Rêu trong họ Hookeriaceae. Loài này được (Schwägr.) Müll. Hal. mô tả khoa học đầu tiên năm 1850.